# La gavina (cançó)
«La gavina» és una havanera composta l'any 1924 per Frederic Sirés i Puig (1898 - 1971) que va assolir la màxima popularitat quan la cantautora Marina Rossell la va enregistrar en català al seu disc Penyora (1978).

## Història de la cançó
Frederic Sirés era un concertista per a piano i flabiol que el 1918 va marxar a Cuba per fer-hi fortuna. A l'illa va treballar en una fàbrica de xocolata però aviar va tornar de l'Havana i va instal·lar-se a Begur, on impartia classes de piano. El 1924 va escriure «La gaviota», que no es va interpretar en públic fins al 1928 al menjador de casa seva. La cançó estava dedicada a l'Ofèlia, un amor que l'autor havia viscut a Cuba i que mai més va retrobar.
El 1961, Lluís Heras, cantant de l'Orquestra Meravella, va demanar a Sirés que traduís la seva obra al català per enregistrar-la. Aquesta versió va arribar-li a la cantautora Marina Rosell, que va començar a interpretar-la a la dècada de 1970 i la va enregistrar al seu disc Penyora (1978), atribuït-la erròniament a un músic anònim.